# Vyšný Kručov
Vyšný Kručov és un poble i municipi d'Eslovàquia. Es troba a la regió de Prešov, al nord del país.

## Història
La primera referència escrita de la vila data del 1438.

## Demografia
| Godina             | 1994 | 2004   | 2014 | 2024   |
| ------------------ | ---- | ------ | ---- | ------ |
| Nombre de persones | 153  | 151    | 151  | 150    |
| Diferència         |      | −1,30% | +0%  | −0,66% |

| Godina             | 2023 | 2024   |
| ------------------ | ---- | ------ |
| Nombre de persones | 153  | 150    |
| Diferència         |      | −1,96% |